# Martin Chrien
Martin Chrien (Banská Bystrica, 8 de septiembre de 1995) es un futbolista eslovaco que juega en la demarcación de centrocampista para el M. F. K. Ružomberok de la Superliga de Eslovaquia.

## Selección nacional
Tras jugar con la selección de fútbol sub-19 de Eslovaquia y la sub-21, finalmente hizo su debut con la selección absoluta el 7 de junio de 2019 en un partido amistoso contra Jordania que finalizó con un resultado de 5-1 a favor del combinado eslovaco tras los goles de Lukáš Haraslín, Ján Greguš, Samuel Mráz, Jaroslav Mihalík y del propio Martin Chrien para Eslovaquia, y de Musa Al-Taamari para Jordania.

### Goles internacionales
| # | Fecha              | Estadio                                      | Oponente | Gol | Resultado | Competición |
| - | ------------------ | -------------------------------------------- | -------- | --- | --------- | ----------- |
| 1 | 7 de junio de 2019 | Estadio Anton Malatinský, Trnava, Eslovaquia | Jordania | 2-1 | 5-1       | Amistoso    |

## Clubes
| Club                                   | País            | Año       | Partidos | Goles |
| -------------------------------------- | --------------- | --------- | -------- | ----- |
| F. K. Dukla Banská Bystrica            | Eslovaquia      | 2012-2014 | 29       | 5     |
| F. C. Viktoria Plzeň                   | República Checa | 2014      | 1        | 0     |
| S. K. Dynamo České Budějovice (cedido) | República Checa | 2015      | 8        | 0     |
| F. C. Zbrojovka Brno (cedido)          | República Checa | 2015-2016 | 26       | 3     |
| M. F. K. Ružomberok (cedido)           | Eslovaquia      | 2016      | 17       | 6     |
| F. C. Viktoria Plzeň                   | República Checa | 2017      | 3        | 0     |
| S. L. Benfica                          | Portugal        | 2017      | 2        | 0     |
| S. L. Benfica "B"                      | Portugal        | 2017-2018 | 16       | 0     |
| C. D. Santa Clara (cedido)             | Portugal        | 2018-2019 | 19       | 1     |
| S. L. Benfica "B"                      | Portugal        | 2019-2021 | 13       | 1     |
| Mezőkövesd-Zsóry SE                    | Hungría         | 2021-2022 | 30       | 1     |
| F. K. Pohronie                         | Eslovaquia      | 2022      | 9        | 0     |
| M. F. K. Ružomberok                    | Eslovaquia      | 2022-     | 93       | 12    |

## Palmarés

### Campeonatos nacionales
| Título                               | Club                 | País            | Año  |
| ------------------------------------ | -------------------- | --------------- | ---- |
| Liga de Fútbol de la República Checa | F. C. Viktoria Plzeň | República Checa | 2015 |
| Copa de Eslovaquia                   | M. F. K. Ružomberok  | Eslovaquia      | 2024 |